# فایتینگ فورس
فایتینگ فورس (به انگلیسی: Fighting Force) یک بازی ویدئویی به سبک بیت ام آپ سه‌بعدی است که توسط کور دیزاین توسعه یافته و به‌وسیلهٔ آیدوس اینتراکتیو در سال ۱۹۹۷ برای پلتفرم‌های پلی‌استیشن و مایکروسافت ویندوز، و سال ۱۹۹۹ برای نینتندو ۶۴ منتشر شده است. تنها مدت کوتاهی پس از اینکه شرکت کور دیزاین بواسطهٔ موفقیت تجاری عنوان مهاجم مقبره به یک توسعه‌دهنده برتر تبدیل شد، فایتینگ فورس بسیار مورد انتظار عموم بود، اما پس از انتشار با واکنش‌های متوسطی از سوی منتقدان همراه بود.
بازیکن کنترل یکی از چهار شخصیت را در طول بازی و محیط‌های شهری و علمی تخیلی در اختیار دارد، که در طی مسیر با موجی از دشمنان پیش رو توسط سلاح‌هایی از قبیل قوطی نوشابه، چاقو، خودرو و تفنگ به مبارزه می‌پردازد.